# Tad l'explorateur et la table d'émeraude
Série
Tad et le Secret du roi Midas
(2017)
Pour plus de détails, voir Fiche technique et Distribution.
Tad l'explorateur et la table d'émeraude est un film d'animation espagnol réalisé par Enrique Gato et sorti en 2022. Ce film d'aventure humoristique en images de synthèse est le troisième consacré au personnage de Tad l'explorateur, après Tad l'explorateur : À la recherche de la cité perdue en 2012 et Tad et le Secret du roi Midas en 2017.

## Synopsis
Tad Stones a un rêve : celui de devenir un grand archéologue. Le problème est qu'aucune de ses tentatives pour se faire accepter comme tel par Ryan, le brillant chef d'expédition, ainsi que ses collègues, ne fonctionne…
En ouvrant un sarcophage, le pauvre Tad va déclencher une malédiction qui risque de mettre la vie de Momie, Jeff et Bernardo en danger. Pour y mettre fin et sauver ses amis, Tad et Sara vont se lancer dans de nouvelles aventures qui les conduiront du Mexique à Chicago et de Paris jusqu'en Égypte. Un voyage qui l'amènera à croiser la route de l'agent Ramirez mais aussi de Victoria Moon, une experte en sciences occultes.

## Fiche technique
- Titre original : Tadeo Jones 3: La tabla esmeralda
- Réalisation : Enrique Gato
- Scénario : Manuel Burque
- Musique : Zacarías M. de la Riva
- Décors : Adolfo Navarro
- Costumes :
- Photographie :
- Montage : Karen Lindsay-Stewart
- Production : Álvaro Augustin, Ghislain Barrois, Nicolás Matji, Edmon Roch, Marc Sabé et Javier Ugarte
  - Producteur associé : Mar Ilundain et Jorge Tuca
  - Producteur délégué : Mónica Iturriaga
  - Producteur exécutif : Susana Paniagua Martín
- Sociétés de production : Telecinco Cinema
- Société de distribution : Paramount Pictures
- Pays de production :  Espagne
- Langues originales : espagnol
- Format : couleur — 2,35:1
- Genre : Animation
- Durée : 89 minutes
- Dates de sortie :
  - France : 24 août 2022[1]

## Distribution

### Voix originales
- Óscar Barberán : Tad
- Alexandra Jiménez : Victoria Moon
- Ben Cura : Ryan
- Cecilia Suárez : l'agent Ramirez
- Luis Posada : Momie
- Michelle Jenner : Sara Lavrof
- Anuska Alborg : Ramona
- Tito Valverde : Pickle
- Pablo Gómez : Brian

### Voix françaises
- Philippe Bozo : Tad
- Élodie Gossuin : Victoria Moon[n 1]
- Christophe Beaugrand : Ryan[n 1]
- Agathe Lecaron : l'agent Ramirez[n 1]
- Lionel Tua : l'agent Pickle
- Guillaume Lebon : Momie
- Marie-Eugénie Maréchal : Sara Lavrof
- Victoria Grosbois : Ramona
- Emmanuel Garijo, Alexandra Garijo, Dominique Lelong, Constantin Pappas, Michaël Aragones, Danièle Douet, Agnès Cirasse, Fred Colas, Sébastien Ossard, Guillaume Beaujolais : voix additionnelles

 Source et légende : version française (VF) sur RS Doublage et carton de doublage français.

## Accueil

### Critique
Les critiques sont partagées mais globalement favorables à cette suite des aventures de Tad l'explorateur. En France, le site Allociné donne une moyenne de 3,2⁄5, après avoir recensé 11 titres de presse.
Pour le Parisien, c'est un carton plein : « le réalisateur, Enrique Gato, a su mélanger avec brio suspense et humour, pour rendre son film dynamique et original. ». Même si le côté artistique semble « un peu léger », côté divertissement, « la mission est accomplie » pour L'Obs.

### Box-office
Pour son premier jour d'exploitation dans les salles obscures, Tad l'explorateur réalise 31 597 entrées, pour 656 copies. Le long-métrage se place ainsi en troisième place du classement des nouveautés sorties ce jour, derrière Les Volets Verts (34 469) et devant Beast (20 282).
Au bout d'une première semaine d'exploitation, le dessin animé se positionne en première place en vendant 204 164 tickets, détrônant Bullet Train (175 308) en seconde position. En seconde semaine, le film passe en quatrième position du box-office avec 84 262 entrées, derrière Bullet Train (111 757) et devant Les volets Verts (82 015).
Au bout de cinq semaines de box-office français, le long-métrage gagne une place avec ses 44 274 entrées supplémentaires, lui permettant d'atteindre la dixième place derrière Bullet Train (46 357).